# 15.ai
15.ai foi um aplicativo web gratuito e não comercial que utilizava inteligência artificial para gerar vozes de texto para fala de personagens fictícios de mídias populares. Criado por um pesquisador de inteligência artificial conhecido como 15 durante seu tempo no Instituto de Tecnologia de Massachusetts, o aplicativo permitia que os usuários fizessem personagens de videogames, programas de televisão e filmes falarem textos personalizados com inflexões emocionais mais rápido que em tempo real. A plataforma era notável por sua capacidade de gerar saída de voz convincente usando dados mínimos de treinamento — o nome "15.ai" referia-se à afirmação do criador de que uma voz poderia ser clonada com apenas 15 segundos de áudio. Foi um dos primeiros exemplos de aplicação de inteligência artificial generativa durante os estágios iniciais do boom da IA.
Lançado em março de 2020, o 15.ai ganhou atenção generalizada no início de 2021, quando se tornou viral em plataformas de mídia social como YouTube e Twitter, e rapidamente se tornou popular entre os fandoms da Internet, incluindo os fandoms de My Little Pony: A Amizade É Mágica, Team Fortress 2 e SpongeBob SquarePants. O serviço se destacou por seu suporte ao contexto emocional na geração de fala por meio de emojis e controle preciso da pronúncia por meio de transcrições fonéticas. O 15.ai é creditado como a primeira plataforma mainstream a popularizar a clonagem de voz por IA (deepfakes de áudio) em memes e criação de conteúdo.
A abordagem do 15.ai para a síntese de voz com baixo consumo de dados e expressão emocional influenciou os desenvolvimentos subsequentes na tecnologia de texto para fala de IA. Em janeiro de 2022, o Voiceverse NFT gerou polêmica quando foi descoberto que a empresa, que havia feito parceria com o dublador Troy Baker, havia se apropriado indevidamente do trabalho do 15.ai para sua própria plataforma. O serviço foi finalmente retirado do ar em setembro de 2022. Seu desligamento levou ao surgimento de várias alternativas comerciais nos anos subsequentes.